# Bhagwat Dayal Sharma

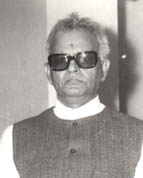
Bhagwat Dayal Sharma (1979)

Bhagwat Dayal Sharma (Hindi: भगवत दयाल शर्मा, Santali: ᱵᱷᱟᱜᱽᱵᱚᱛ ᱫᱚᱭᱟᱞ ᱥᱚᱨᱢᱟ; * 28. Januar 1918 in Bairo, Distrikt Rohtak, Punjab, Britisch-Indien, heute: Haryana; † 22. Februar 1993 in Neu-Delhi) war ein indischer Politiker des Indischen Nationalkongresses (INC), der von 1966 bis 1967 erster Chief Minister von Haryana sowie zwischen 1968 und 1974 Mitglied der Rajya Sabha war, des Oberhauses des Parlaments (Bhāratīya Sansad). Er war zudem Gouverneur verschiedener Bundesstaaten und Unionsterritorien.

## Leben
Bhagwat Dayal Sharma, Sohn von Pandit Murari Lal, absolvierte ein Studium, welches er mit einem Master of Arts (M.A.) beendete. 1962 wurde er für den Indischen Nationalkongress (INC) zum Mitglied der Legislativversammlung (Legislative Assembly) des Bundesstaates Punjab gewählt und gehörte dieser bis 1966 an. Zugleich war er unter Chief Minister Pratap Singh Kairon (1962 bis 1964) sowie Ram Kishan (1964 bis 1966) Minister in der Bundesstaatsregierung von Punjab. Außerdem war 1963 sowie erneut zwischen 1964 und 1966 Präsident der Kongresspartei in Punjab.
Nach der Abspaltung Haryanas vom Bundesstaat Punjab am 1. November 1966 wurde er erster Chief Minister von Haryana und bekleidete dieses Amt bis zum 23. März 1967, woraufhin Rao Birender Singh von der Vishal Haryana Party ihn ablöste. Zugleich war er 1966 Präsident der Kongresspartei in Haryana sowie zwischen 1966 und 1967 Mitglied der Legislativversammlung von Haryana. Am 2. August 1968 wurde er Mitglied der Rajya Sabha, des Oberhauses des Parlaments (Bhāratīya Sansad), und gehörte dieser bis zum 1. August 1974 an.
Als Nachfolger von Harcharan Singh Brar übernahm B. D. Sharma am 23. September 1977	das Amt als Gouverneur von Orissa und bekleidete dieses bis zum 29. April 1980, woraufhin C. M. Poonacha ihn ablöste. Er selbst wiederum löste C. M. Poonacha am 30. April 1980 als Gouverneur von Madhya Pradesh ab und behielt diese Funktion bis zu seiner Ablösung durch Guru Prasanna Singh am 25. Mai 1981. Am 10. Juli 1981 übernahm er wiederum von Guru Prasanna Singh abermals das Amt als Gouverneur von Madhya Pradesh und bekleidete dieses bis zu seiner erneuten Ablösung durch Guru Prasanna Singh am 20. September 1983. Er löste Singh am 8. Oktober 1983 noch einmal als Gouverneur von Madhya Pradesh ab und übte das Amt letztmalig bis zum 14. Mai 1984 aus, woraufhin K. M. Chandy seine Nachfolge antrat.
Aus seiner Ehe mit Savitri Devi gingen drei Söhne und drei Töchter hervor.